# Higashichichibu
Higashichichibu (東秩父村?) è un villaggio giapponese della prefettura di Saitama.